# کوزولوپی (ناحیه پلزن-شمالی)
کوزولوپی (به چکی: Kozolupy) یک منطقهٔ مسکونی در جمهوری چک است که در ناحیه پلزن-شمالی واقع شده‌است. کوزولوپی ۵٫۵۱ کیلومتر مربع مساحت و ۹۵۶ نفر جمعیت دارد و ۳۵۰ متر بالاتر از سطح دریا واقع شده‌است.